# 카를하인츠 라친스키
카를하인츠 라친스키(독일어: Karl-Heinz Radschinsky, 1953년 7월 23일~)는 독일의 역도 선수로 1984년 하계 올림픽 미들급에서 금메달을 획득했다.